# Pastoralismus

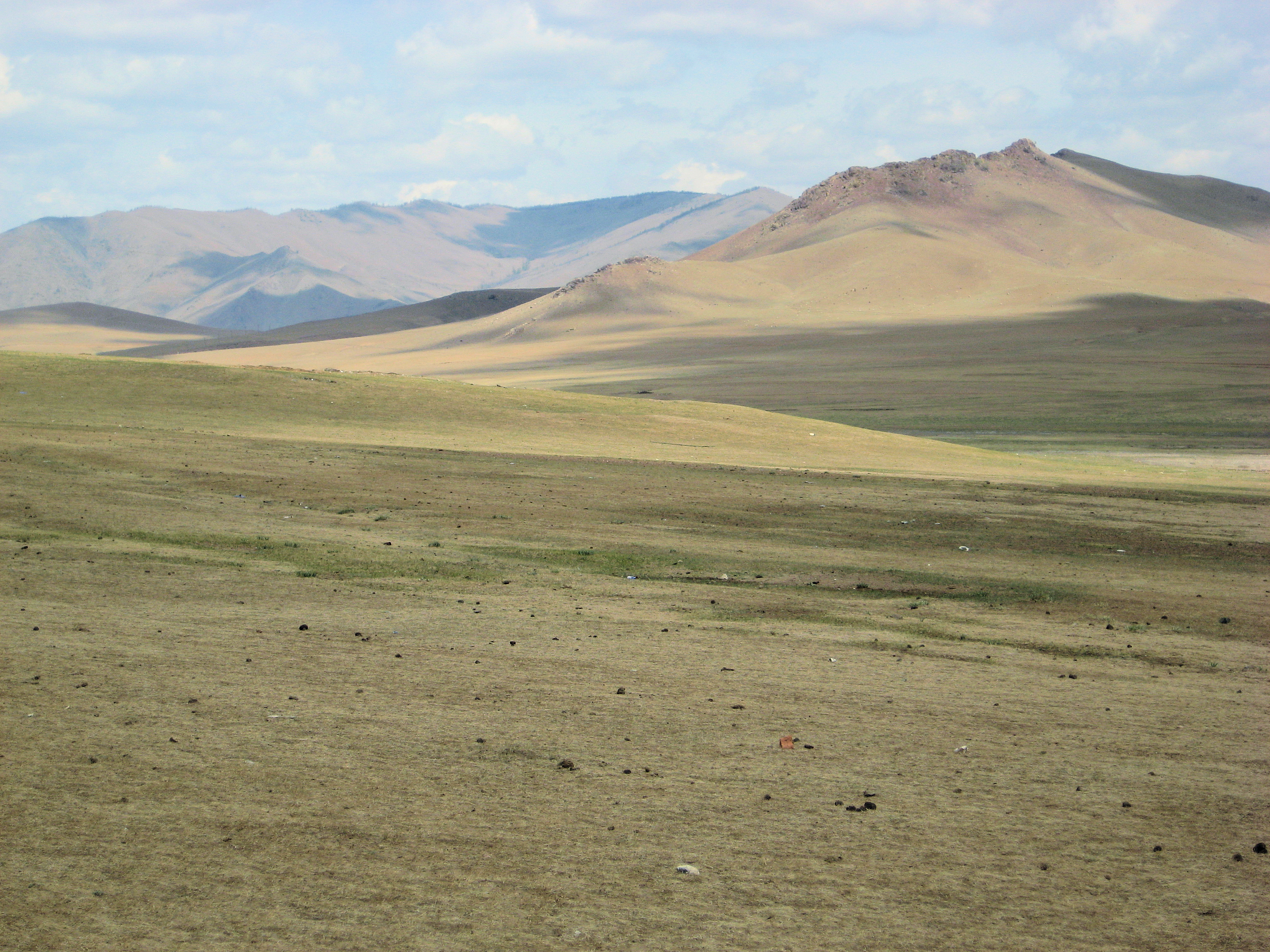
Urgrasland, trockene Steppenlandschaften wie die abgebildete in der Mongolei sowie Tundren, trockene Savannen, Halbwüsten und Wüsten eignen sich in aller Regel nur für die extensive Viehwirtschaft.

Pastoralismus (von lat. pastor „Hirte“; auch Naturweidewirtschaft oder pastorale Tierhaltung auf Naturweiden) ist eine Form der Landnutzung mit extensiver Weidewirtschaft auf natürlich gewachsenem Busch- und Grasland, dessen anderweitige Nutzung wegen der klimatischen Bedingungen, seiner kargen Vegetation oder seiner Abgelegenheit nicht attraktiv oder nicht sinnvoll ist. Beim Pastoralismus wird eine mobile und eine sesshafte Form unterschieden. Wenn die Subsistenzstrategie einer lokalen Gemeinschaft auf Pastoralismus und Feldwirtschaft beruht, spricht man von Agropastoralismus.
Etwa 25 % der globalen Landfläche werden pastoral bewirtschaftet. Die Herden bestehen aus Kameliden, Rinderartigen oder kleinen Wiederkäuern wie Schafen oder Ziegen.

## Hintergrund
In der Regel gehören große Herden weidender Huftiere seit jeher zum „Inventar“ aller natürlichen Offenlandschaften. In vielen Fällen ersetzen die domestizierten Arten die ökologische Nische der vormaligen Wildtiere. Daraus folgt, dass pastorale Viehhaltung vom Grundsatz her eine ökologisch angepasste Strategie darstellt. Dies gilt insbesondere für die seit Jahrhunderten angepassten Rassen im Trockengürtel der Alten Welt, die den Wildtieren gleichgesetzt werden können.
Pastoralismus ist vielerorts von großer wirtschaftlicher Bedeutung. So werden beispielsweise in Burkina Faso über 70 Prozent der Tiere in Weidewirtschaft gehalten, in Niger und im Tschad sind es über 80 Prozent, im Sudan, in Tansania und Somalia über 90 Prozent. In Indien wird über die Hälfte der Milch und werden mehr als 70 Prozent des Fleisches von Hirten erwirtschaftet. Nach Angaben der Ernährungs- und Landwirtschaftsorganisation der Vereinten Nationen werden etwa eine Milliarde Tiere in Formen von Weidewirtschaft gehalten. In Gebieten Afrikas und Asiens, die sehr trocken oder die von Trockenzeiten geprägt sind, sowie in anderen kargen Lebensräumen wie den Anden und der Arktis ist die Weidewirtschaft für Ernährung und Auskommen vieler Menschen von hoher Bedeutung.
Neuere Untersuchungen belegen, dass die Aufgabe der Weidenutzung („overrest“) in Trockenräumen nicht selten negativere Folgen für die Ökosysteme hat als die Überweidung. Das in längeren Abständen wiederholte kurzzeitige intensive Abweiden mit Viehtritt und Dung der Tiere sind ausgesprochen positive Aspekte der Dynamik von Trockenbiomen, denn sie fördern einerseits den Wachstumsimpuls, das Wurzelwachstum und die Widerstandskraft der Pflanzen, andererseits die Humusbildung, Bodenfruchtbarkeit und Wasseraufnahme und -speicherfähigkeit.
Je nach Biomtyp gelten in grober Verallgemeinerung 5 bis 16 (im Extrem < 1 bzw. bis 50) Großvieheinheiten (= beispielsweise ein Rind) pro 100 ha Fläche als extensiver Tierbesatz. Neuere Untersuchungen belegen, dass ultradichte Bestockung in Trockenräumen mit 2000 bis 5000 Großvieheinheit pro ha, welche das natürliche Herdenverhalten der wilden Herbivoren (z. B. Gnuherden) imitieren und alle paar Stunden weiterbewegt werden, zu besserer Bodenfruchtbarkeit, Wasseraufnahme und -speicherung, CO2-Sequestrierung durch Wurzelbildung im Boden und Begrünung der Landschaft führen.
Entscheidend für die Vegetation der Trockengebiete und damit für die Tragfähigkeit der Naturweiden ist die Bodenfeuchte. Damit lassen sich die Formen des Pastoralismus über die Menge der jährlichen Niederschläge abgrenzen:

## Mobiler Pastoralismus

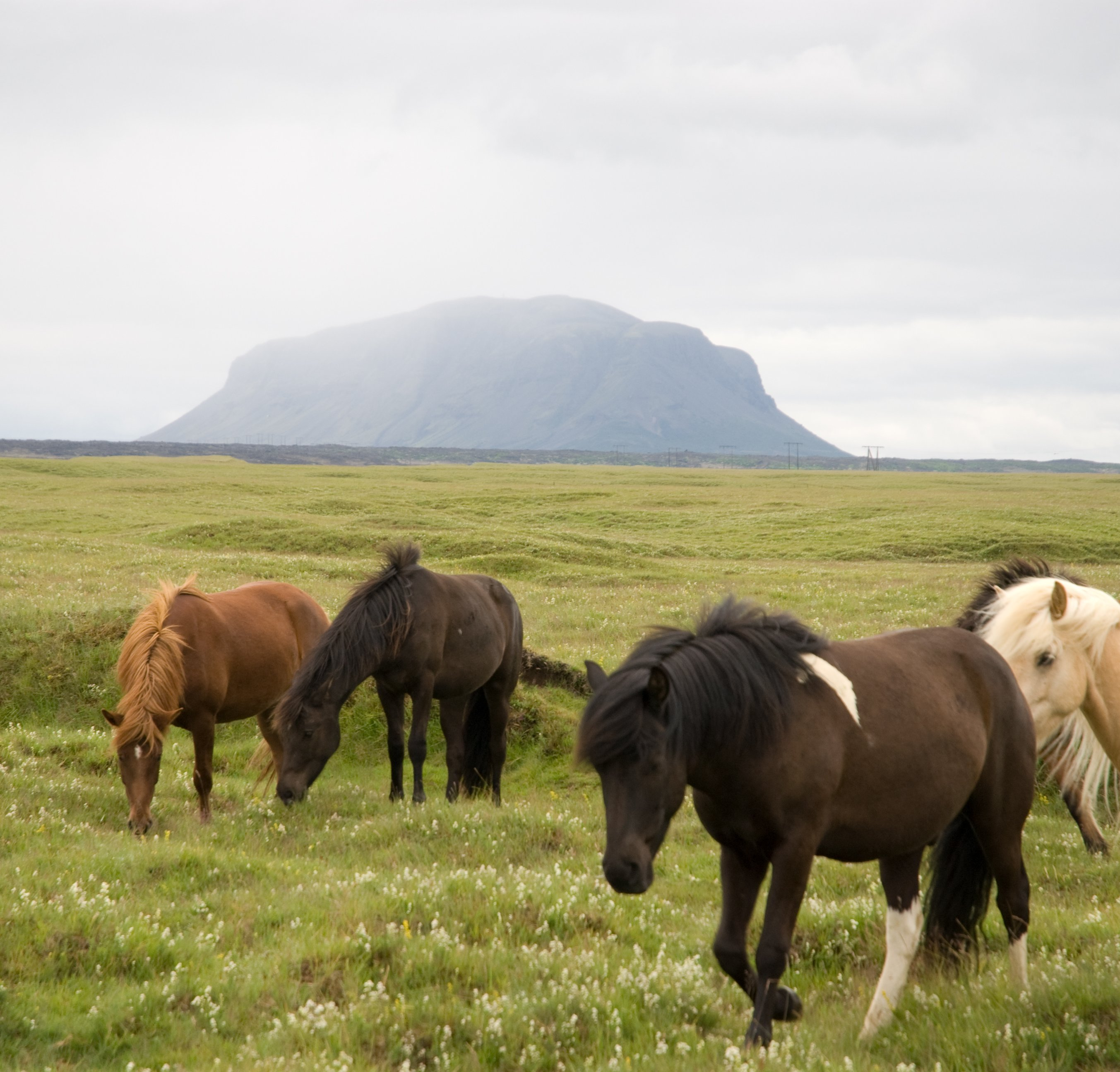
Eine besondere Form des mobilen Pastoralismus ist die Hochweidewirtschaft Islands, bei der die Pferde und Schafe den Sommer über ohne Aufsicht im Hochland verbringen

Der mobile Pastoralismus umfasst die traditionellen Formen der Fernweidewirtschaft (synonymer Begriff) auf zumeist nicht eingehegten Weiden, bei denen mehrmals im Jahr die Futtergründe gewechselt werden, die zudem in der Regel nicht an dem dauerhaften Wohnsitz des Eigentümers liegen.
Mobiler Pastoralismus ist in Gebieten mit starken Klimaschwankungen üblich (vor allem semiarides Klima). In Nordafrika und Zentralasien ist er am weitesten verbreitet. Die Weiden sind dabei meist in kommunalem Besitz (Allmendegut).

### Nomadismus
In den heißen und kalten Wüsten und Halbwüsten, in gemäßigten Trockensteppen und tropischen Dornsavannen mit einem Jahresniederschlag von unter 100 bis 250, maximal bis 600 mm wird heute vor allem ganzjährige mobile Tierhaltung mit Kamelen und Ziegen betrieben. Etwa bis zur Mitte des 20. Jahrhunderts lebten noch ganze Völker von einem hirtennomadischen Pastoralismus auf der Grundlage einer weitreichenden Subsistenzwirtschaft (Selbstversorgung). Der Fachbegriff für diese Wirtschaftsweise und die zugehörige traditionelle Kulturform ist „Nomadismus“. Heute gibt es nur noch sehr wenige Vollnomaden.

### Rentier-Pastoralismus

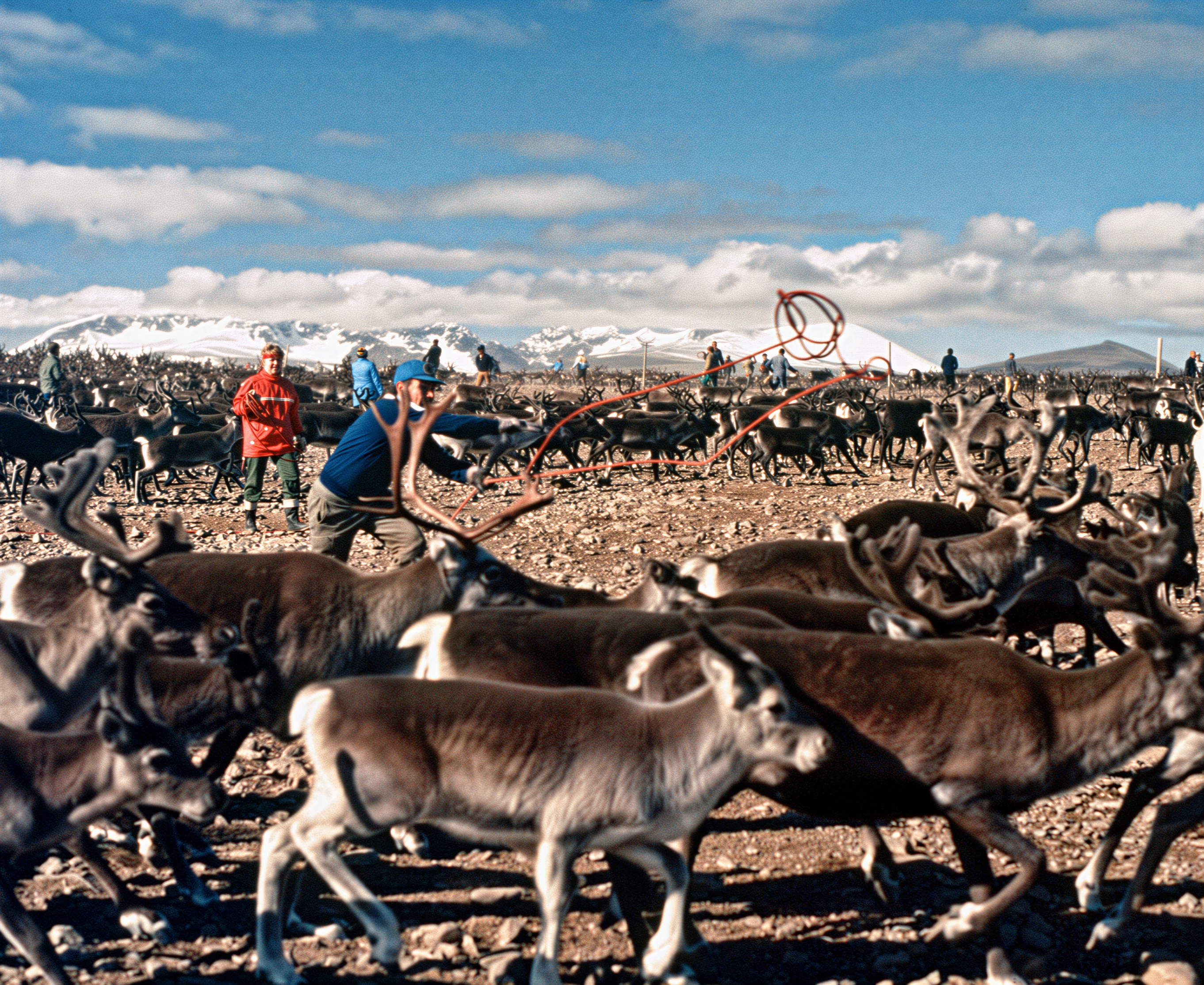
In Lappland werden die Rentiere zweimal im Jahr zusammengetrieben, um die Kälber zu markieren oder die schlachtreifen Tiere auszulesen

Eine Sonderform des nomadischen Pastoralismus, bei der man den natürlichen Wanderungen der Tiere folgt, ist der Rentier-Pastoralismus Nordeurasiens. Da die Tiere in den meisten Regionen Eurasiens im Hochsommer in der Tundra und im Winter im Wald relativ stationär sind, leben die modernen Rentierhirten heute während dieser Zeit grundsätzlich in festen Wohnsitzen. Man sollte demnach eher von einem halbnomadischen Pastoralismus sprechen, obgleich die Begriffe häufig nicht differenziert verwendet werden. Der Lebensraum der Rentierhirtenvölker, der sich von den lappländischen Fjellbergen über die nordrussischen Tundren und Waldtundren bis zur Tschuktschen-Halbinsel erstreckt, wird in der Ethnologie bisweilen als Kulturareal „Sibirien“ bezeichnet. Die Rentierhaltung ist heute subsistenz- und marktorientiert. Man kann sagen, dass der für den Markt produzierte Anteil von Nordeuropa ostwärts kontinuierlich abnimmt.

### Transhumanz
In subtropischen Gebirgen mit Trockensteppen und in den trockensten Gebieten der mediterranen Hartlaubvegetation zwischen unter 300 bis 550, maximal bis 900 mm Niederschlag liegt das Hauptverbreitungsgebiet der klassischen Transhumanz – der saisonalen Wanderweidewirtschaft mit Ziegen und Schafen, auch „Yaylak-Pastoralismus“ genannt. Sie wurde ursprünglich von angestellten Hirten durchgeführt, während die Eigentümer der Herden sesshaften Ackerbau betrieben. Im Winter beaufsichtigten die Hirten die Tiere auf Weiden nahe den Wohngebieten, um sie im Frühjahr – wenn das Futterangebot zurückging – auf die Hochweiden zu treiben, die nunmehr ausreichend Futter für den Sommer boten. Diese ursprüngliche Transhumanz wird heute in den Mittelmeerländern und im Nahen Osten nur noch selten betrieben, da die klimatischen Bedingungen in den Ebenen bereits ertragreichere landwirtschaftliche Nutzungen zulassen. In marginalen Räumen wird sie jedoch zum Teil als nachhaltige und umweltfreundliche Wirtschaftsform und aus Naturschutzgründen finanziell gefördert. Transhumanz ist grundsätzlich bereits ein stärker marktorientiertes Wirtschaftssystem.

### Mobile Tierhaltung

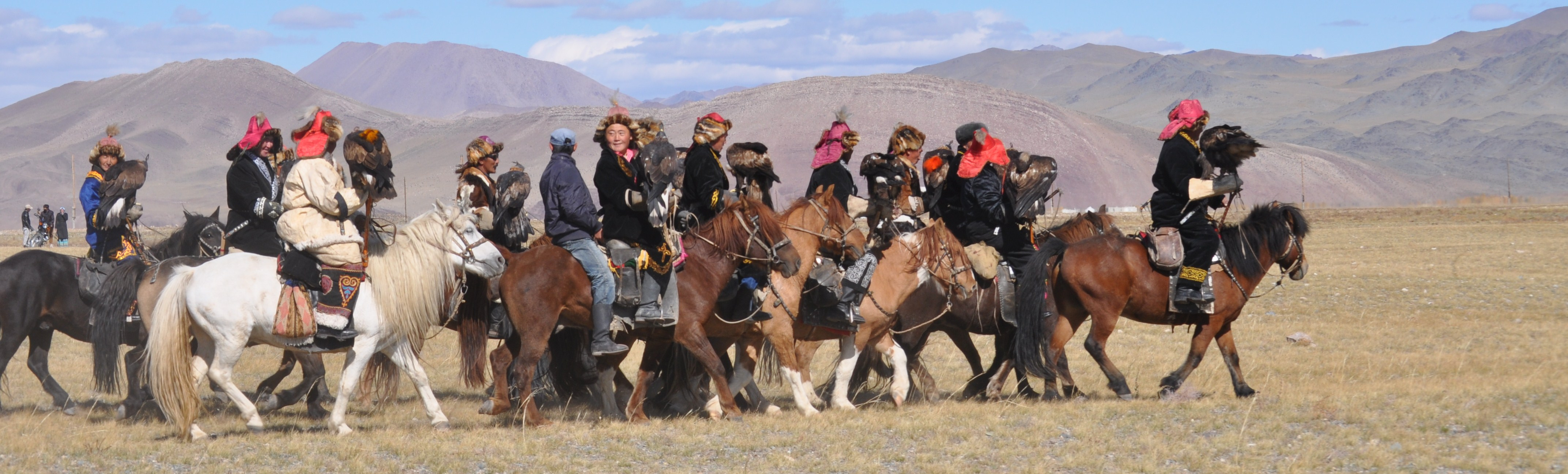
Die Mongolei gehört zu den sehr wenigen Ländern, wo man versucht, den subsistenzbasierten Nomadismus in eine moderne Form der mobilen Tierhaltung zu verwandeln, die genug Raum für die alten Traditionen lässt

Heute sind viele ehemalige Nomaden aufgrund eines dramatischen Kulturwandels ihrer Lebensweise (mit einer zunehmenden Marktorientierung) zu „degradierten“ Formen der Pastoralwirtschaft übergegangen, die zum Teil dem Yaylak-Pastoralismus ähneln. Das ist jedoch nicht nachhaltig, da langfristig ungeeignete Regionen mit maximal 300 mm Jahresniederschlag betroffen sind. Diese Form wird hier zumeist halbnomadisch betrieben, indem ein Teil einer lokalen Tierhaltergemeinschaft saisonal mit den Herden wandert, während der andere sesshaft ist und anderen Berufen nachgeht. Solcherart „modernisierter“ Wanderweidewirtschaft und andere postnomadischen Formen werden heute „mobile Tierhaltung“ genannt.
(Anmerkung: „Mobile Tierhaltung“ ist demnach auch „mobiler Pastoralismus“; jedoch „mobiler Pastoralismus“ ist nicht nur (moderne) „mobile Tierhaltung“!)

### Alm, Seter und Hochweide
Die Almwirtschaft der Alpen hat zwar „pastorale Wurzeln“, wird jedoch heute mehrheitlich auf anthropogenem Grünland betrieben. Hingegen kann die sehr ähnliche Seterwirtschaft Skandinaviens noch zur Naturweidewirtschaft gerechnet werden.
Eine echte Form des mobilen Pastoralismus stellt auch die isländische Hochweidewirtschaft mit Schafen und Pferden dar, bei der eine Winterweide bzw. Stallungen im Tiefland und eine naturbelassene Sommerweide im Hochland genutzt werden. Die Tiere streifen während dieser Zeit frei umher. Im Herbst werden sie zu Pferd zusammengesucht und zurückgetrieben. Alle diese Weidewirtschaftsformen produzieren weitgehend marktorientiert.

## Stationärer Pastoralismus

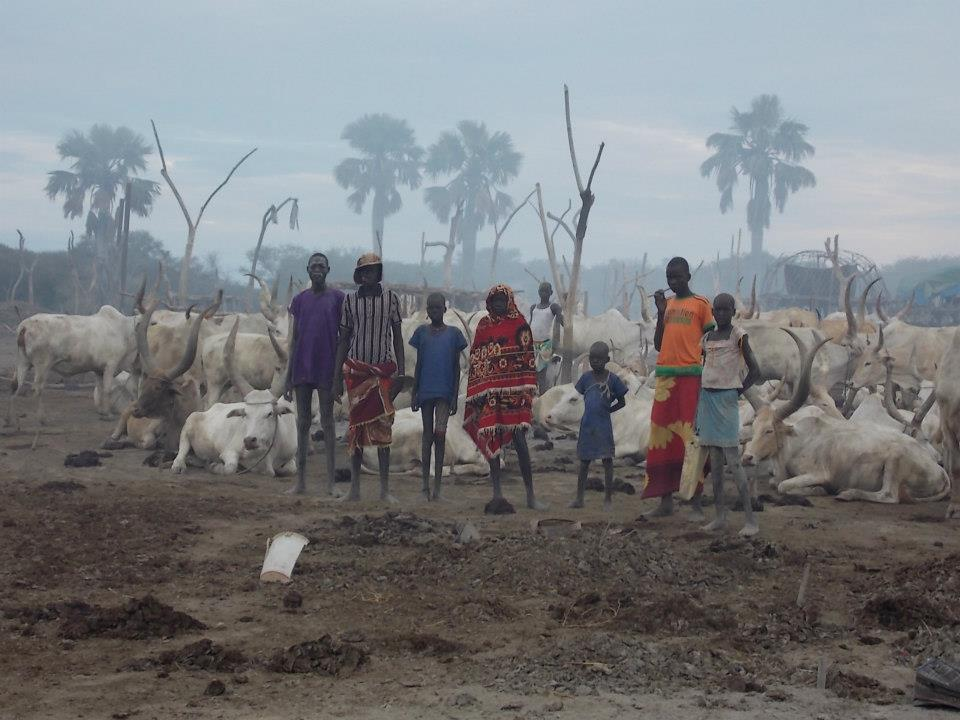
Insbesondere im sogenannten „Cattle Complex“ vom Süd-Sudan (Bild) bis nach Südafrika hat die sesshafte Viehzucht eine lange Tradition

In naturbelassenen Offenlandschaften mit mehr als 450 mm (besser über 600 mm) Jahresniederschlag (Kurzgrassteppen, Hartlaub-Buschland oder Trockensavannen), die aus verschiedenen Gründen nicht ackerbaulich genutzt werden, können einerseits bereits deutlich mehr Tiere auf den Flächen gehalten werden und andererseits sind nur relativ kurze Brachezeiten notwendig, bis sich die Weiden wieder erholt haben. Daher konnte sich in diesen Gebieten ein stationärer Pastoralismus entwickeln, bei dem die Eigentümer (einige Jahre lang) sesshaft sind und das Vieh die meiste Zeit relativ nah am Wohnort gehalten werden kann. Solche traditionellen und vorwiegend subsistenzorientierten Formen – vorwiegend aus Afrika bekannt – sind allerdings fast immer mit Feldbau verbunden und zählen daher zum Agropastoralismus. In der Regel werden nicht mehr als 10 % der Produkte auf lokalen Märkten angeboten.
Der ausschließlich marktorientierte stationäre Pastoralismus hat sich in den Trockenräumen ehemaliger Kolonialgebiete entwickelt, wie im Westen der USA, in Australien oder Neuseeland. Im Zentrum des Weidelands stehen dabei die sogenannten „Ranches“, daher spricht man bei dieser Form von Ranching. Überdies werden in Australien die Begriffe Sheep stations oder Cattle stations benutzt. Dieser Pastoralismus ist in marktwirtschaftliche Strukturen integriert, d. h., das Weideland ist in Privatbesitz. Dies kann u. a. die Bereitschaft zu Investitionen für Bewässerung oder Melioration des Weidelands vergrößern. Dabei gibt es auch gemeinschaftliche Maßnahmen von Pastoralisten wie den Dingozaun in Südaustralien. Die entscheidenden Unterschiede zu den mobilen Formen der Viehhaltung sind das Weidemanagement, großräumige Einzäunungen und Beifütterung im Winter oder in Trockenzeiten. Solche Maßnahmen sind zwingend erforderlich, wenn die modernen stationären Formen auch in trockeneren Gebieten angewendet werden, die unter 400 mm Jahresniederschlag aufweisen.